# Osterzhausen
Osterzhausen ist ein Pfarrdorf und Ortsteil des Marktes Pöttmes im Landkreis Aichach-Friedberg, der zum Regierungsbezirk Schwaben in Bayern gehört.

## Geographie
Osterzhausen liegt südwestlich von Pöttmes auf der Hochfläche des Unteren Lechrains der Aindlinger Terrassentreppe. Naturräumlich gehört es also zur Donau-Iller-Lech-Platte, die wiederum Teil des Alpenvorlandes ist, eine der Naturräumlichen Haupteinheiten Deutschlands.
Der Ort liegt im Tal der Kleinen Paar, die bei Osterzhausen am Fuß des Posteig entspringt und von dort zuerst durch Osterzhausen und dann weiter nach Norden fließt.
Osterzhausen liegt an der nordwestlich-südöstlich verlaufenden Staatsstraße St 2047 von Rain nach Aichach.
Die Nachbarorte von Osterzhausen sind die Thierhauptener Ortsteile Hölzlarn, Sparmannseck und Neukirchen im Südwesten und Westen, der Baarer Ortsteil Heimpersdorf im Norden, Ebenried im Osten, der Petersdorfer Ortsteil Axtbrunn im Süden und der Aindlinger Ortsteil Eisingersdorf im Südsüdwesten.

## Geschichte
Der Name Osterzhausen kommt von Häuser des Osterolt oder Häuser des Osterwalt. Erstmals erwähnt wurde es 1230.
Die katholische Pfarrei Sankt Michael gehört zur Pfarreiengemeinschaft Pöttmes im Dekanat Aichach-Friedberg im Bistum Augsburg. Zur Pfarrei gehört noch die Filialkirche Sankt Johannes Baptist im benachbarten Heimpersdorf.
Bis zum 1. Juli 1972 gehörte Osterzhausen als selbstständige Gemeinde zum Landkreis Aichach und fiel dann mit der Gebietsreform in Bayern an den neugegründeten Landkreis Aichach-Friedberg, der bis zum 1. Mai 1973 den Namen Landkreis Augsburg-Ost trug. Am 1. Januar 1978 wurde der Ort in den Markt Pöttmes eingemeindet.

## Sehenswürdigkeiten
- Pfarrkirche Sankt Michael mit Hochaltarbild von Johann Baptist Anwander, 1792